# Martín Vitali
Martín Ariel Vitali (* 11. November 1975 in Moreno) ist ein ehemaliger argentinischer Fußballspieler.

## Karriere
Martín Vitali begann seine Karriere bei Ferro Carril Oeste. Sein erstes Spiel machte er 1996 gegen CA San Lorenzo de Almagro. Als er 2000 mit Ferro Carril Oeste abstieg, wechselte er zur Saison 2000/01 zum CA Independiente. Dort spielte er jedoch nur eine Saison, danach wechselte er zum Racing Club Avellaneda, mit denen er 2001 die Torneo Apertura gewann. Dies war der erste Titel seit 35 Jahren für den Racing Club Avellaneda. Danach spielte Martín Vitali in Spanien, z. B. für CD Leganés und den FC Getafe. 2005 wechselte er wieder zurück zum Racing Club Avellaneda. Doch nach einer langen Verletzungspause und einem Comebackspiel bei den Amateuren, wechselte er schließlich 2007 zu Nueva Chicago, wo er einen Einjahresvertrag unterschrieb. Nachdem sein Vertrag bei Nueva Chicago ausgelaufen war, wechselte er nach Zypern zu APOP Kinyras Peyias.